# Anthurium latemarginatum
Anthurium latemarginatum är en kallaväxtart som beskrevs av Luis Aloysius, Luigi Sodiro. Anthurium latemarginatum ingår i släktet Anthurium och familjen kallaväxter. Inga underarter finns listade.